# Walter Knott
Walter Marvin Knott (San Bernardino, 11 dicembre 1889 – Buena Park, 3 dicembre 1981) è stato un imprenditore statunitense.

## Biografia
Nacque a San Bernardino, in California. Il padre Elgin Charles Knott (1859-1896), un reverendo originario del Tennessee, e la madre Margaret Virginia Daugherty (1866-1954).

## Attività
Il nome di Knott è legato al rilancio della produzione ed alla commercializzazione delle boysenberry: fu lui, assieme a George M. Darrow dell'USDA, a recuperare il frutto ideato da Rudolph Boysen ed a coltivarlo nella sua fattoria di Buena Park. 
Partì da un banchetto che vendeva i frutti, oltre alle confetture e alle torte confezionate con le boysenberry dalla famiglia, a cui si aggiunse un ristorante specializzato in pollo fritto, aperto dalla moglie Cordelia nel 1934. Negli anni Quaranta Knott affiancò alle attività esistenti una città fantasma costruita utilizzando edifici realmente provenienti dal vecchio west: era l'embrione di quello che sarebbe diventato il parco di divertimenti Knott's Berry Farm, il cui successo fu tale da non risentire dell'apertura nel 1955, a soli 13 km di distanza, di Disneyland.
Nel decennio successivo si occupò anche del recupero della città fantasma di Calico, che collegò al parco con una linea ferroviaria a scartamento ridotto. Nel 1966 donò Calico alla Contea di San Bernardino.

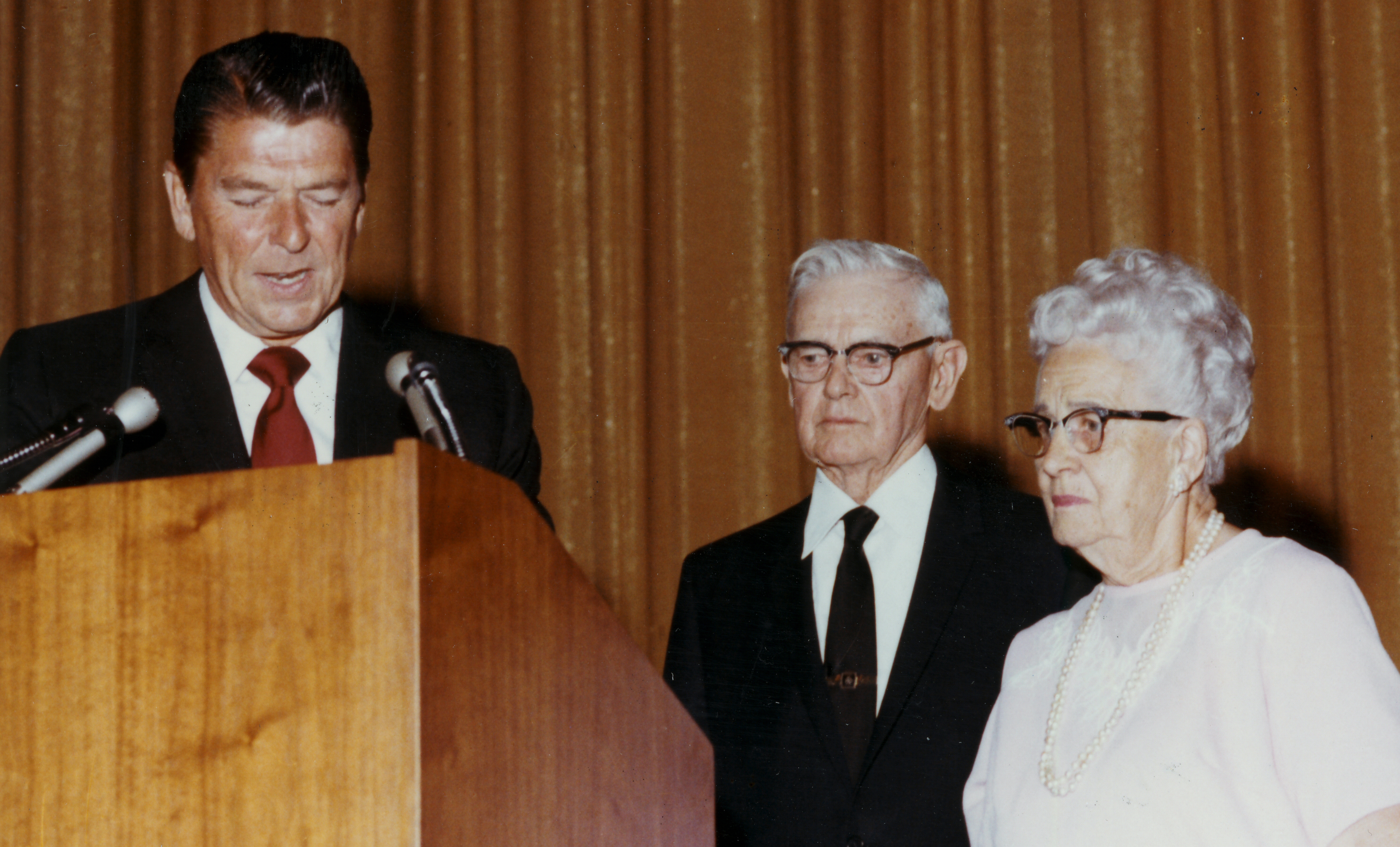
Ronald Reagan al 60º anniversario di matrimonio dei Knott, nel 1971

Si occupò delle attività di famiglia fino alla morte della moglie, nel 1974, quando lasciò la guida delle aziende ai figli. Da sempre sostenitore del Partito Repubblicano, da allora intensificò la sua attività politica.
Knott è morto a Buena Park nel 1981, pochi giorni prima del suo novantaduesimo compleanno, ed è stato sepolto a Fullerton, accanto alla moglie Cordelia.